# Paramonopsyllus scalonae
Paramonopsyllus scalonae är en loppart som först beskrevs av Vovchinskaya 1950.  Paramonopsyllus scalonae ingår i släktet Paramonopsyllus och familjen fågelloppor. Inga underarter finns listade i Catalogue of Life.